# Anarthrotarsus
Anarthrotarsus is een geslacht van hooiwagens uit de familie Trogulidae (Kaphooiwagens).
De wetenschappelijke naam Anarthrotarsus is voor het eerst geldig gepubliceerd door Silhavý in 1967. 

## Soorten
Anarthrotarsus is monotypisch en omvat slechts de volgende soort:
- Anarthrotarsus martensi